# Península de Tchukotka

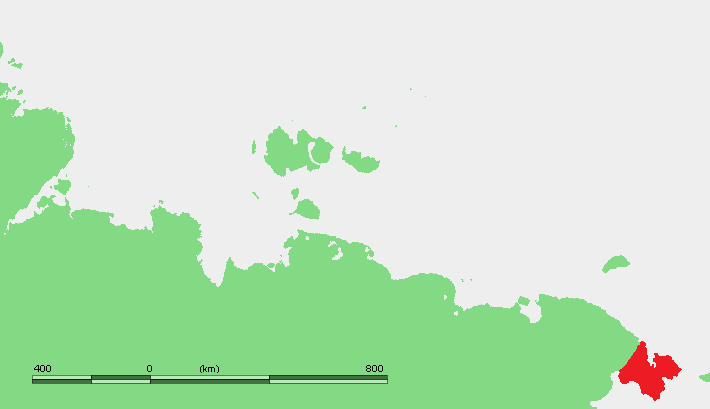
Localização da península de Tchukotka

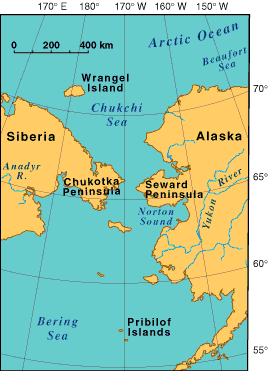
Mapa da zona do estreito de Bering, mostrando a península de Tchukotka

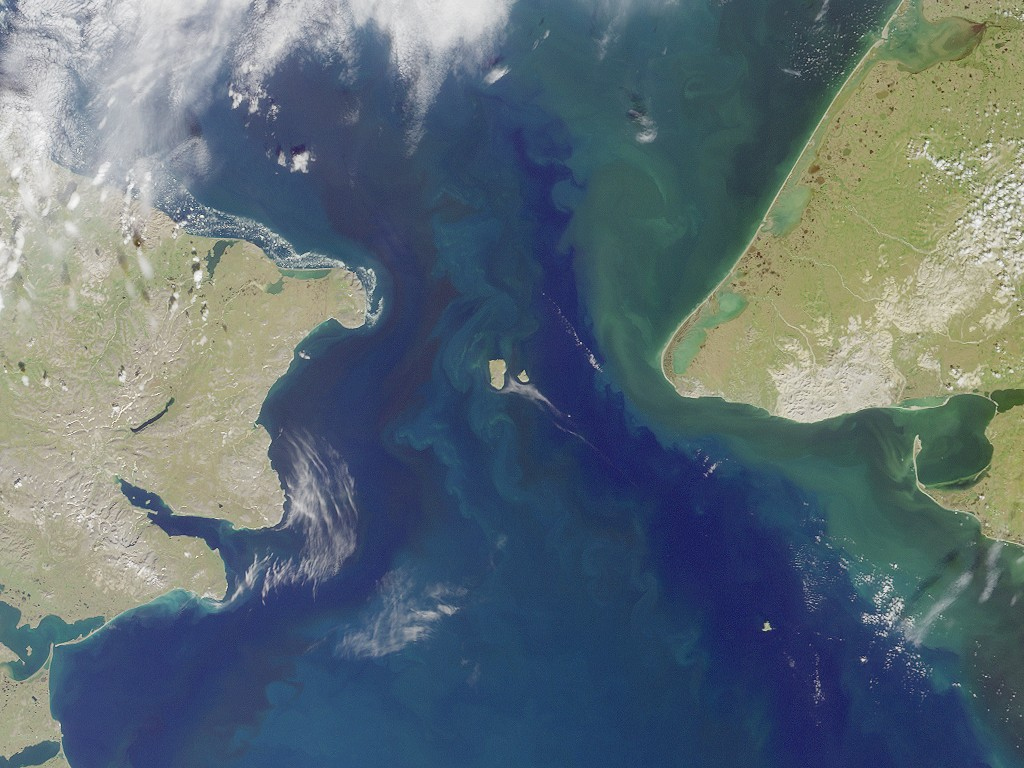
Estreito de Bering, entre a península de Tchukotka e a península do Alasca

A península de Tchukotka, também chamada península Tchuktchi ou península Chukchi (em russo:  Чукотский полуостров), situa-se no extremo leste da Rússia, bem como do continente asiático. Fica em frente à americana península de Seward, sendo ambas os extremos do estreito de Bering.
Administrativamente, faz parte de distrito autónomo de Tchukotka da Federação da Rússia.

## Geografia
É banhada pelas águas do mar de Tchuktchi, ao norte, pelo mar de Bering a sul, e pelo estreito de Bering, a leste. A península tem um comprimento máximo de cerca de 960km na direção SE-NO, com uma largura máxima de cerca de 500 km. A sua largura média é de 300–400 km, embora o extremo leste tenha uma subpenínsula com cerca de 200 km de largura (com uma área de aproximadamente 50 000 km²). Às vezes, só essa subpenínsula é considerada como península de Tchuktchi.
O litoral da península começa a oeste, na foz do rio Tchaun (na baía Tchaunskaia) e termina a leste, na foz do rio Anadyr (no golfo de Anadyr). A passagem do Nordeste passa por aqui.
Na extremidade oriental da península fica o cabo Dezhnev (perto da localidade de Uelen), que é o ponto mais oriental da Ásia. 
A principal atividade econômica é a mineração, com extração de zinco, ouro e carvão. Também há caça, principalmente de renas, pesca e turismo selvagem.

## História
Em 1648, Semion Dejniov, Popov, e Fedot Alekseev lideraram uma expedição, com entre 90 e 105 homens, que partindo da foz do rio Kolyma alcançou a foz do Anadyr. A bordo de sete pequenas embarcações cossacas (koch), levaram dez semanas de navegação para chegar ao estuário do Anadyr depois de rodear completamente a península de Tchuktchi. Esta expedição descobriu que a Ásia não estava unida por terra com o Alasca. A participação de Dejniov nesta parte da viagem não está documentada, e somente as actividades de Fedot Alekseev se podem documentar hoje em dia.